# Α-Pentylcinnamylformiat
α-Pentylcinnamylformiat ist eine organische Verbindung aus der Gruppe der Carbonsäureester. Es handelt sich um den Ester der Ameisensäure mit α-Pentylcinnamylalkohol, einem Derivat des Zimtalkohols, das eine zusätzliche Pentylgruppe trägt.

## Verwendung
α-Pentylcinnamylformiat ist in der EU unter der FL-Nummer 09.090 als Aromastoff für Lebensmittel zugelassen. Die Reinheit muss hierfür mindestens 85 % betragen, als Nebenkomponente darf 10–12 % α-Pentylcinnamylalkohol enthalten sein.